# Patrick Zachmann
Patrick Zachmann (França, 1955) és un fotògraf francès que viu i treballa a París. Fotògraf independent des del 1976 i membre de Magnum Photos des del 1990, Patrick Zachmann es dedica als assaigs fotogràfics de llarga durada, que posen en relleu la complexitat de les comunitats de les quals investiga la identitat i cultura. Del 1982 al 1984, paral·lelament a una recerca sobre els paisatges d'autopista amb el suport del Ministeri de Cultura, realitza un treball als barris del nord de Marsella sobre joves descendents de la immigració, presentat en una exposició col·lectiva al Centre Pompidou de París. Després d'un projecte personal de set anys sobre la identitat jueva, el 1987 publica el seu segon llibre, Enquête d'identité. El 1989, les seves fotografies sobre els esdeveniments de la plaça Tiananmen a Pequín tenen un ampli ressò a la premsa internacional. Patrick Zachmann du a terme durant sis anys més un estudi sobre la diàspora xinesa arreu del món, que desemboca el 1995 en la publicació d'un llibre molt ben rebut per la crítica, W. ou l'oeil d'un long-nez, i una exposició presentada a deu països d'Àsia i Europa. Entre el 1996 i el 1998, Patrick Zachmann realitza el curtmetratge La mémoire de mon père, i després el seu primer llargmetratge sobre la desaparició de les empremtes de la memòria en particular a Xile, Aller-retour. Journal d'un photographe. El 2006, va iniciar un nou projecte a la Xina, Confusions Chinoises. El 2007 va rodar a Marsella la seva darrera pel·lícula sobre el destí de deu joves amb dificultats que havia conegut i fotografiat feia vint anys.